# 표영호
표영호(1967년 7월 7일 ~ )는 대한민국의 희극인 출신 방송인이다.

## 학력
- 연세대학교 언론홍보대학원 언론학 석사 과정 재학

## 이력
1987년 연극배우로서 첫 데뷔를 하였고 이듬해 1988년 뮤지컬 배우로도 데뷔하였으며 1993년 MBC 개그콘테스트를 통해서 정식으로 데뷔하였다.

## 방송 활동

### TV
- 《일요일 일요일 밤에》 (MBC)
- 《이경규의 코미디 동서남북》 (MBC)
- 《웃으면 복이와요》 (MBC)
- 《토요일 토요일은 즐거워》 (MBC)
- 《오늘은 좋은날》 (MBC)
- 《우정의 무대》 (MBC)
- 《집중 퀴즈테크》 (MBC)
- 《테마극장》 (MBC)
- 《퍼즐특급열차》- 리포터, 게스트 출연 (KBS 2TV)
- 《열전! 코미디 한마당》 (MBC)
- 《코미디 세계사》 (MBC)
- 《고향은 지금》 (MBC)
- 《21세기 위원회》 (MBC)
- 《칭찬합시다》 (MBC)
- 《여기는 코미디본부》 (MBC)
- 《코미디 닷컴》 (MBC)
- 《메디컬 쇼 인체는 놀라워》 (MBC)
- 《전파견문록》 (MBC)
- 《김국진의 힘내라 코리아》 (MBC)
- 《김국진의 여보세요》 (MBC)
- 《코미디하우스》 (MBC)
- 《이경규의 굿타임》 (SBS)
- 《무(모)한 도전》 (MBC)
- 《쇼! 행운열차》 (KBS 2TV)
- 《슈퍼바이킹》 (SBS)
- 《세바퀴》 (MBC)
- 《절친 노트》 (SBS)
- 《웰컴 투 돈월드》 (채널A)
- 《행복충전 2080》 - MC (메디TV)
- 《충전! 행복플러스》 - MC (메디컬TV)
- 《건강매거진 빨간약》 (헬스메디tv)
- 《출발! 드림팀 시즌 2》 (KBS 2TV)

### 라디오
- 《표영호의 여러분 덕분입니다》 - DJ (SBS 러브FM)
- 《브라보 마이웨이》 - DJ (TBN 한국교통방송)
- 《TBN 교통시대》 - DJ (TBN 한국교통방송)

## 연기 활동

### 영화
- 1992년 《제로맨 맹구 박사》
- 1993년 《귀신잡은 닌자 꼴뚜기 2》
- 2005년 《천군》 - 주막 사내 2 역
- 2009년 《정승필 실종사건》 - 생기 역
- 2013년 《막걸스》 - 사회자 역

### 시트콤
- 1997년 《남자 셋 여자 셋》
- 2000년 《뉴 논스톱》
- 2002년 《연인들》
- 2007년 《칼잡이 오수정》 - 매니저 역

## 광고
- 롯데칠성음료 히야
- 네이버
- 미즈사랑

## 수상 경력
- 1993년 MBC 개그콘테스트 장려상
- 1998년 MBC 코미디대상 신인상

## 저서
- 《나는 자치기 왕이다》, 아카데미 북, 2010년
- 《마음소통》, 북리슨, 2013년
- 《소통으로 성공을 디자인하라》, 순정아이북스, 2013년
- 《사이》, 스노우폭스북스, 2016년
- 《인생이 언제는 답이 있었나요》, 힘찬북스, 2019년